# Marthod
Marthod – miejscowość i gmina we Francji, w regionie Owernia-Rodan-Alpy, w departamencie Sabaudia.
Według danych na rok 1990 gminę zamieszkiwały 1293 osoby, a gęstość zaludnienia wynosiła 87 osób/km² (wśród 2880 gmin regionu Rodan-Alpy Marthod plasuje się na 645. miejscu pod względem liczby ludności, natomiast pod względem powierzchni na miejscu 778.).